# Iakora
Iakora est une ville et une commune urbaine (Kaominina) située dans la région d'Ihorombe (province de Fianarantsoa), dans le sud de Madagascar.

## Administration
Iakora est le chef-lieu du district du même nom.